# Eska Music Awards 2011

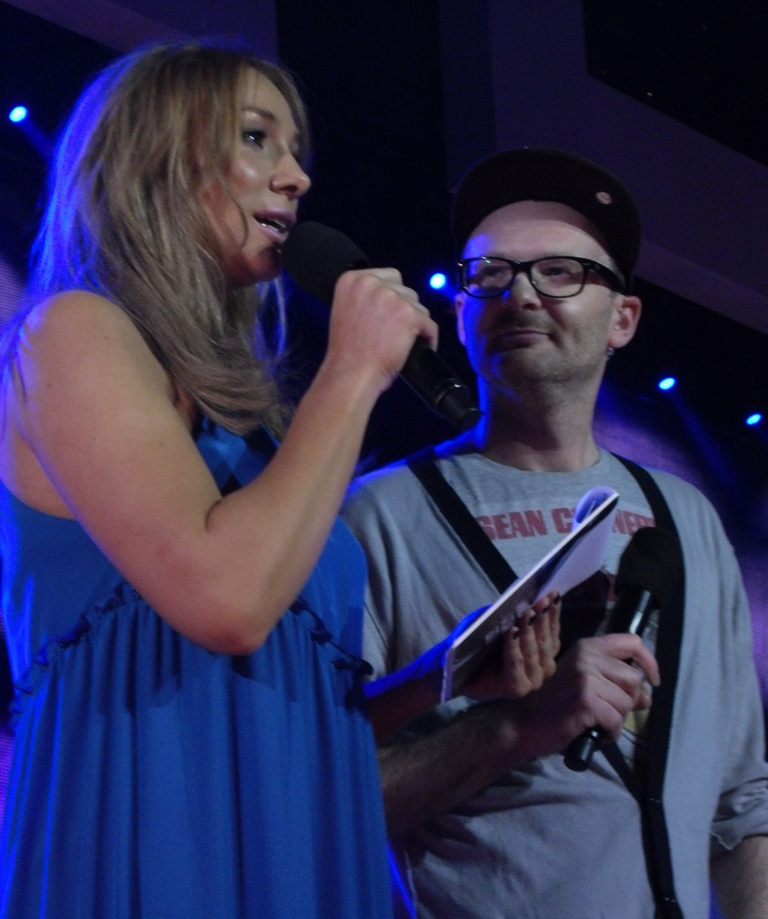
Sonia Bohosiewicz i Krzysztof Jankowski, którzy prowadzili galę

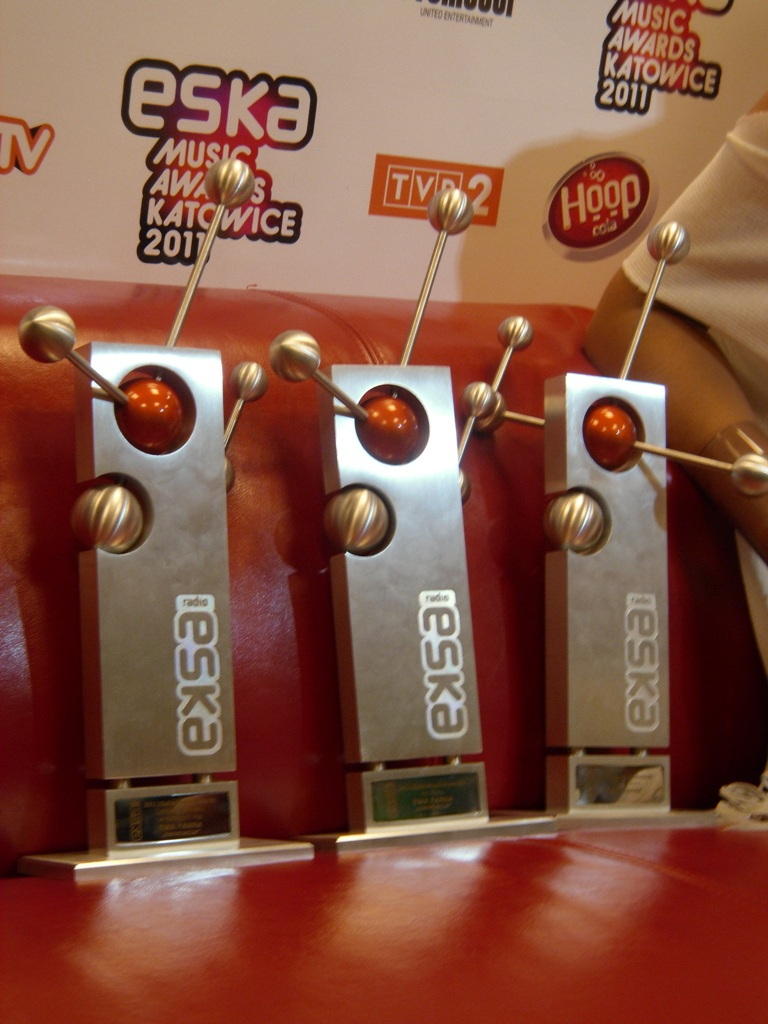
Statuetki Eska Music Awards

Eska Music Awards 2011 – dziesiąta gala rozdania nagród Eska Music Awards odbyła się 28 maja 2011 w Katowicach w Spodku. Gala była nadawana na żywo na antenie TVP2 oraz Eska TV. Była to pierwsza gala nadana w TVP i jedna z dwóch nadanych na TVP2. Galę poprowadzili Tomasz Kammel, Sonia Bohosiewicz oraz Krzysztof „Jankes” Jankowski.

## Nominacje
| Artysta roku | Artystka roku |
| --- | --- |
| - Robert M - Andrzej Piaseczny - Łozo - Mrozu                                                                                          | - Ewa Farna - Patrycja Markowska - Ania Wyszkoni - Natalia Kukulska                                                                  |
| Zespół roku | Klubowy hit roku |
| - Video - Afromental - Kalwi i Remi - Volver                                                                                           | - Robert M – „All Day All Night” - C-Bool feat. Isabelle – „Body&Soul” - Kalwi i Remi – „Girls” - 3R – „Shine On”                    |
| Hit roku | Video roku |
| - Ewa Farna – „Ewakuacja” - Ania Wyszkoni – „Wiem, że jesteś tam” - Natalia Kukulska – „Wierność jest nudna” - Robert M – „Super Bomb” | - Afromental – „Rock & Rollin’ Love” - Robert M – „All Day All Night” - Ewa Farna – „Ewakuacja” - Monika Brodka – „W pięciu smakach” |
| Nowa twarz | Nagroda specjalna - Cyfrowy Hit Roku                                                                                                 |
| - Asia Ash - Iga - Rafał Brzozowski - Siostry Melosik                                                                                  | - Ewa Farna' – „Ewakuacja”' |

## Wystąpili
- Skunk Anansie,
- Alexis Jordan,
- Madcon,
- Alexandra Stan,
- Natalia Kills,
- Carpark North,
- The Nycer,
- Kayah,
- Agnieszka Chylińska,
- Andrzej Piaseczny,
- Afromental,
- Ewa Farna,
- Robert M,
- Video,
- Honey